# 青山苗族乡
青山苗族乡是中华人民共和国贵州省貴陽市息烽县下辖的一个民族乡。

## 行政区划
青山苗族乡下辖以下村级行政区划单位：
青山村、大林村、马路岩村、冗坝村和绿化村。